# Lockheed EC-130
Lockheed Martin EC-130 là một seri gồm một loạt các phiên bản hơi khác nhau của loại Lockheed C-130 Hercules đã và đang được Không quân Hoa Kỳ sử dụng, và đến thập niên 1990 là Hải quân Hoa Kỳ.

## Biến thể

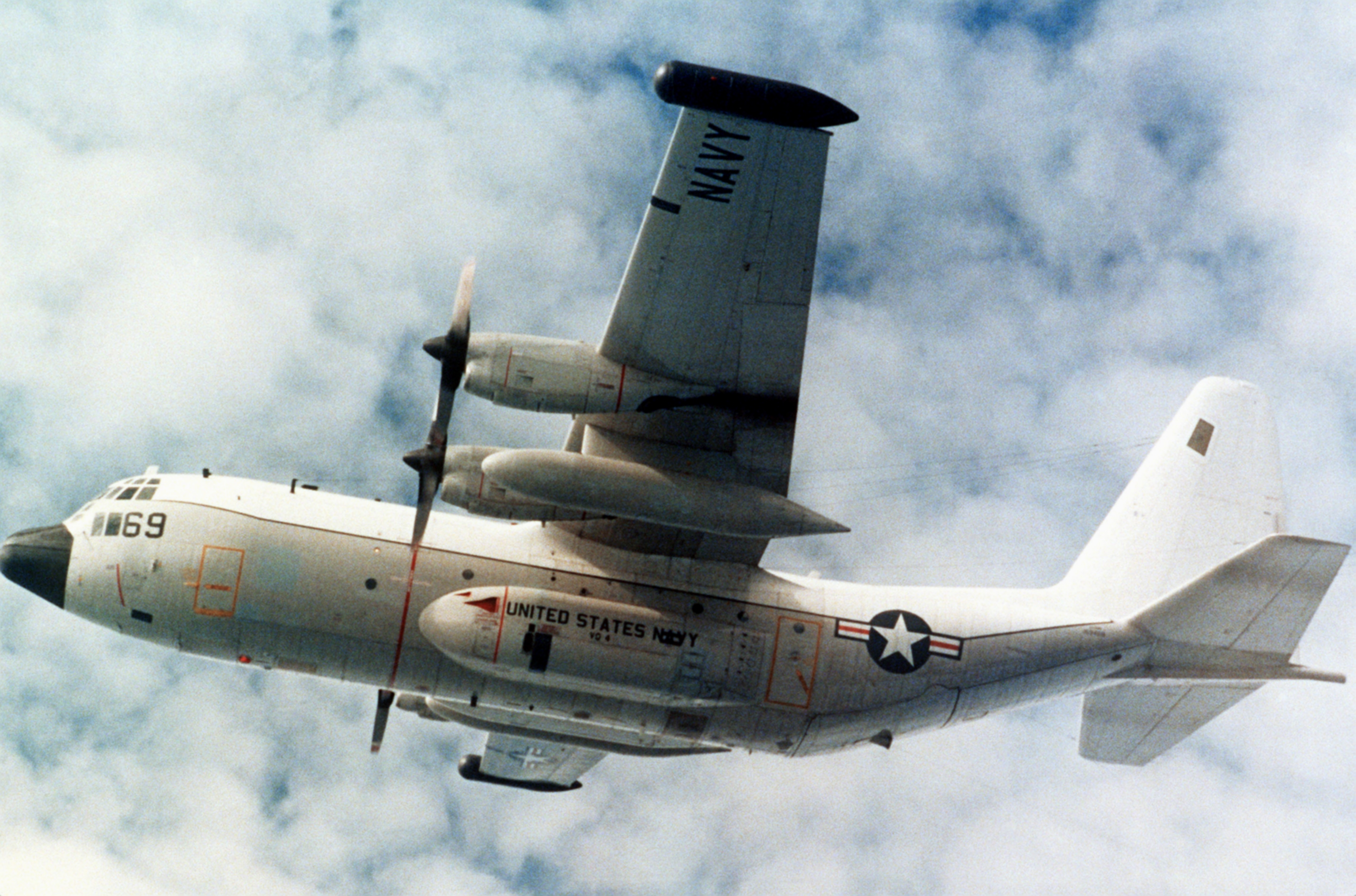
TACAMO EC-130Q của Hải quân Hoa Kỳ, thuộc VQ-4, năm 1984.

EC-130E ABCCC
EC-130E Commando Solo
EC-130E Rivet Riderphiên bản của Commando Solo.
EC-130G
EC-130H Compass Call
EC-130J Commando Solo III
EC-130Q
EC-130Vbiến thể cảnh báo sớm và chỉ huy trên không

## Tính năng kỹ chiến thuật
Dữ liệu lấy từ US Air Force Factsheet
Đặc điểm tổng quát
- Kíp lái: 6+
- Chiều dài: 97,75 ft (29,7 m)
- Sải cánh: 132,6 ft (40,3 m)
- Chiều cao: 38,8 ft (11,8 m)
- Trọng lượng cất cánh tối đa: 165.000 lb (69.750 kg)
- Động cơ: 4 × Rolls-Royce AE 2100D3 kiểu turboprop, 4.637 shp (3.458 kW))  mỗi chiếc
- Cánh quạt: Dowty R391 6 lá , 1 mỗi động cơ

 Hiệu suất bay 
- Vận tốc hành trình: 335 mph (540 km/h)
- Tầm bay: 2.300 hải lý (4.260 km)
- Trần bay: 28.000 ft (8.500 m)